# Eurisko
Eurisko is een onafhankelijk Italiaans instituut opgericht door Gabriele Calvi in 1972. Dit instituut doet onderzoeken naar ontwikkelingen op sociaal en marketing gebied. Het hoofdkantoor bevindt zich in Milaan er is  een dependance in Rome. Op 17 februari 2005 heeft Remo Lucchi een verslag uitgebracht met de titel: “La readership della freepress in Italia”. Hij wilde de free press van Italië (Leggo, City en Metro Italy) in kaart brengen en het profiel beschrijven van haar lezers om zo de kwaliteit te bepalen van deze kranten.
Ten aanzien van de drie dagbladen vertelt het verslag het volgende: Leggo staat aan kop met 1.157.000 lezers, op de tweede plaats staat City met 747.000 lezers en op de derde plaats bevindt zich Metro Italy (in Milaan en Rome) met 626.000 lezers.